# Rubus latiarcuatus
Rubus latiarcuatus är en rosväxtart som beskrevs av William Charles Richard Watson. Rubus latiarcuatus ingår i släktet rubusar, och familjen rosväxter. Inga underarter finns listade i Catalogue of Life.